# Imiona germańskie
Imiona germańskie – imiona wywodzące się z kręgu kultury germańskiej, z języków germańskich.
Dawne imiona germańskie składały się najczęściej z dwóch niezwiązanych ze sobą gramatycznie składników, np. Fryderyk (fridu „obrona, pokój” + richi „potężny, książę”), Henryk (heim „dom”+ richi), Ludwik (hlut „głośny, słynny” + wig „walka”).

## Rodzaje imion germańskich w Polsce
W Polsce w użyciu znajdują się imiona przyswojone w różnych okresach oraz różnym stopniu. Część imion ulegała przemianom pod wpływem języka polskiego co doprowadziło do utraty ich niemieckiego brzmienia, np. Adelajda, Karol, Zygmunt, lub ulegało spolszczeniu fonetycznemu, czy fleksyjnemu, np. Alojzy, Henryk, Fryderyk, Oskar, Franciszek, Jadwiga. Inne imiona zachowały niemiecką ortografię i fonetykę, np. Alfred, Robert, Waldemar.

## Imiona w okresie średniowiecza
Imiona germańskiego pochodzenia przywędrowały do Polski wraz z napływem imion chrześcijańskich, których trzon stanowią imiona biblijne, greckie oraz łacińskie. Zasób ten stopniowo powiększał się o imiona świętych pochodzących z później schrystianizowanych ludów – Niemców czy Słowian.
Imiona świętych, które nadawano na chrzcie, stopniowo wyparły rdzenne polskie imiona. Nie bez znaczenia była decyzja soboru trydenckiego, na którym biskupi katoliccy zabronili nadawania imion, które nie byłyby noszone przez świętych. Z rodzimych polskich imion w powszechnym użyciu zachowały się przede wszystkim te imiona, które nosili święci, np. Stanisław, Wojciech lub Władysław.

## Imiona w okresie współczesnym
Współcześnie wiele imion germańskich jest unikanych lub eliminowanych z powszechnego użycia w Polsce, ponieważ konotują obcość, np. Egon, Wolfgang, Gertruda, Kunegunda. 
Spadek popularności imion germańskich, zmiana sposobu ich wartościowania oraz odczucie ich obcości nasiliło się zwłaszcza po II wojnie światowej. Władze legitymizowały i nakazywały urzędową zmianę imion niemieckich na polskie, między innymi na imiona słowiańskie. Nie bez znaczenia jest także negatywna ocena zachowań pewnych nosicieli, ponieważ imionom przypisywane mogą być wartości, które one zyskują dzięki konotacjom. Doprowadziło to do wyeliminowania wielu imion germańskich ze współczesnego systemu imienniczego. Przykładami takich imion mogą być: Adolf, Helmut – imię, które stało się etnonimem Niemca oraz Alfons – imię, które uległo deproprializacji i oznacza współcześnie sutenera.